# Aleksandrs Strautmanis
Aleksandrs Strautmanis (* 12. Julijul. / 25. Juli 1910greg. in Grenču; † August 1944 in Salaspils) war ein lettischer Fußball- und Hockeyspieler.

## Karriere und Leben
Aleksandrs Strautmanis wurde 1910 in Grenču im Kreis Tuckum, in die Familie des Bauern Jēkab Strautmanis († 1918) und seiner Frau Anna (1888–1966) geboren.
Er war zunächst als Hockeyspieler in Riga für SSS Sarkandaugava und SSS Spēks aktiv. Nach dem Staatsstreich vom 15. Mai 1934 in Lettland wechselte er zu der Fußballmannschaft der Riga Vanderers. In den Spielzeiten 1934 und 1935 spielte er mit der Mannschaft in der Virslīga. 1934 ersetzte er zeitweise Viktors Vizla im Tor, in die nächste Saison startete er als Stammtorhüter, verlor aber Mitte der Saison seinen Platz in der Startelf an Jūlijs Lindenbergs.
Während der deutschen Besatzung im Zweiten Weltkrieg wurde er in das Arbeitserziehungslager Salaspils ca. 20 km südöstlich von Riga inhaftiert. Im August 1944 wurde er bei einem Fluchtversuch erschossen. Einen Monat später, Ende September 1944 wurde das Lager vor der heranrückenden Roten Armee aufgelöst, und die restlichen Häftlinge mit Schiffen in das Konzentrationslager Stutthof verbracht.